# Maynooth
Maynooth (iriska: Maugh Naud) är ett samhälle beläget i den norra delen av grevskapet Kildare i Republiken Irland. Maynooth är belägen på vägen R148 mellan Leixlip och Kilcock med motorvägen M4 strax utanför staden. Andra vägar förbinder den med Celbridge, Clane och Dunboyne. År 2002 hade staden totalt 10 151 invånare.